# Ragdoll (série de televisão)
Ragdoll é uma série de televisão de suspense co-produzida internacionalmente baseada no romance de mesmo nome, escrito por Daniel Cole. Nos Estados Unidos, vai ao ar pela AMC e, no Reino Unido, vai ao ar pela Alibi.

## Premissa
A série segue o assassinato de seis pessoas que foram desmembradas e mostradas na forma de um corpo grotesco, "The Ragdoll". Quando os detetives começam a investigar, o assassino começa a provocá-los.

## Elenco
- Lucy Hale como DC Lake Edmonds
- Henry Lloyd-Hughes como DS Nathan Rose
- Thalissa Teixeira como DI Emily Baxter

## Produção

### Desenvolvimento
Em fevereiro de 2021, foi anunciado que AMC e Alibi iriam co-produzir uma série de suspense baseada no romance Ragdoll de Daniel Cole. Freddy Syborn adaptaria a série e atuaria como produtor executivo. As produtoras envolvidas na série incluem Sid Gentle Films e AMC Studios, com BBC Studios distribuindo em todo o mundo.

### Seleção de elenco
Em março de 2021, Lucy Hale se juntou ao elenco da série em um papel principal. Em abril de 2021, Henry Lloyd-Hughes e Thalissa Teixeira se juntaram ao elenco da série em papéis principais.

### Filmagens
As gravações começaram em maio de 2021.